# 恰尔卡
恰尔卡，是印度西孟加拉邦加齐普尔姜格伊普尔Murshidabad县的一个城镇。总人口5878（2001年）。

## 人口
该地2001年总人口5878人，其中男性2621人，女性3257人；0—6岁人口1175人，其中男584人，女591人；识字率41.41%，其中男性为49.87%，女性为34.60%。